# Conrad al II-lea de Merania
Conrad al II-lea (d. 8 octombrie 1182) a fost duce de Merania de la 1159 până la moarte. De asemenea, a devenit conte de Dachau (sub numele de Conrad al III-lea) din 1172. 
Conrad a fost unicul copil al ducelui Conrad I de Merania cu Matilda de Falkenstein. Ca unic moștenitor, Conrad a moștenit Merania de la tatăl său. Când a atins vârsta majoratului, a preluat și Dachau de la unchiul său, Arnold. Documentele vremii îl numesc ca dux de Dachawe sau Dachau. A murit fără a avea moștenitori și a fost înmormântat la Scheyern, alături de tatăl, bunicul și străbunicul său. Din acel moment, Merania a trecut în stăpânirea familiei comților de Andechs. 